# Peter Sutcliffe
Peter William Sutcliffe, znany również jako Peter William Coonan (ur. 2 czerwca 1946 w Bingley, zm. 13 listopada 2020 w Durham) – brytyjski seryjny morderca, nazywany przez prasę Rozpruwaczem z Yorkshire (aluzja do Kuby Rozpruwacza). 22 maja 1981 r. został uznany winnym zamordowania trzynastu kobiet w okolicach Leeds oraz usiłowania zabójstwa siedmiu innych w latach 1975-1980. Został skazany jednocześnie na dwadzieścia kar dożywocia, które w 2010 r. zamieniono na karę dożywotniego pozbawienia wolności bez możliwości zwolnienia warunkowego. Większość morderstw popełnił w West Yorkshire, dwa pozostałe w Manchester.
Sutcliffe początkowo atakował kobiety i dziewczęta w dzielnicach mieszkalnych, ale wyglądało na to, że przeniósł się do dzielnic czerwonych latarni, ponieważ przyciągnęła go wrażliwość prostytutek. Po aresztowaniu w Sheffield przez policję w South Yorkshire za jazdę z fałszywymi tablicami rejestracyjnymi w styczniu 1981 r., Sutcliffe został przewieziony do policji w West Yorkshire, która przesłuchała go w sprawie zabójstw. Przyznał się do bycia sprawcą morderstw, tłumacząc je otrzymaną od Boga misją zabicia prostytutek. Podczas procesu, Sutcliffe nie przyznał się do morderstwa z powodu zmniejszonej poczytalności, ale został skazany za morderstwo na podstawie werdyktu większości. Po skazaniu, Sutcliffe zaczął używać panieńskiego nazwiska swojej matki - Coonan.
Policja z West Yorkshire była krytykowana za niepowodzenie w zatrzymaniu Sutcliffe'a, mimo dziewięciokrotnego przesłuchiwania go w trakcie pięcioletniego śledztwa. Ze względu na sensacyjny charakter sprawy, policja zajęła się wyjątkowo dużą ilością informacji, z których część wprowadzała w błąd (w tym nagrana wiadomość o mistyfikacji Wearside Jacka i listy od rzekomego „Rozpruwacza”). Po skazaniu Sutcliffe'a, rząd nakazał rozpatrzenie śledztwa znanego jako "Raport Byforda" prowadzonego przez Głównego Inspektora Policji - Lawrence'a Byforda. Wyniki zostały w pełni upublicznione w 2006 r. i potwierdziły słuszność krytyki wobec policji. Raport doprowadził do zmian w procedurach dochodzeniowych, które zostały przyjęte przez brytyjską policję. W 2019 r. The Guardian opisał obławę jako „oszałamiająco źle przeprowadzoną”.
Sutcliffe został przeniesiony z więzienia do szpitala psychiatrycznego o zaostrzonym rygorze w marcu 1984 r. po zdiagnozowaniu schizofrenii paranoidalnej. Wysoki Trybunał oddalił apelację Sutcliffe'a w 2010 r., utwierdzając, że będzie podlegał dożywotniemu wyrokowi i nigdy nie zostanie zwolniony z aresztu. W sierpniu 2010 r. orzeczono, że Sutcliffe był psychicznie zdolny do powrotu do więzienia i w tym miesiącu został przeniesiony do HM Prison Frankland w Durham. Sutcliffe zmarł 13 listopada 2020 r. w wieku 74 lat, chorował na COVID-19.

## Życiorys

### Młodość
Urodził się w Bingley, w Yorkshire. Jego ojciec pracował w młynie. Sutcliffe był postrzegany w szkole jako samotnik, zakończył edukację w wieku 15 lat. Po opuszczeniu szkoły podejmował różne prace, był m.in. grabarzem. Następnie dostał pracę w lokalnej fabryce, na nocnej zmianie.
W 1966 roku poznał Sonię Szurmę, którą poślubił osiem lat później, 10 sierpnia 1974 r. Wkrótce został zwolniony z pracy w fabryce, jednak wyrobił prawo jazdy na samochody ciężarowe i 29 września 1975 r. rozpoczął pracę jako kierowca. Jego żona kilkukrotnie poroniła, a lekarze orzekli, że nie będzie mogła mieć dzieci. Sonia Sutcliffe ukończyła kurs przygotowujący do zawodu nauczyciela i w 1977 r. podjęła pracę w tym zawodzie, dzięki czemu mogła wraz z mężem nabyć pierwszy dom w Heaton, Bradford, dokąd przeprowadzili się w tym samym roku.

### Pierwsze ataki
Jego pierwszy znany atak na kobietę miał miejsce w Keighley, nocą 5 lipca 1975. Ofiarą była trzydziestosześcioletnia Anna Rogulskyj, którą Sutcliffe ogłuszył młotkiem, po czym pociął jej brzuch nożem, jednak spłoszony przez mieszkającego w pobliżu mężczyznę uciekł. Anna Rogulskyj, znaleziona przez przypadkowego przechodnia i poddana dwunastogodzinnej operacji, podczas której z jej mózgu wyjmowano odłamki kości, przeżyła.
Morderca ponownie zaatakował już w sierpniu, napadając na czterdziestosześcioletnią Olive Smelt na ulicach Halifax. Smelt, sprzątaczka biurowa, spędzała piątkową noc 15 sierpnia 1975 r. na mieście, w gronie przyjaciół, w tym samym pubie, w którym bawił Sutcliffe i jego znajomy, Trevor Birdsall. Po zakończeniu spotkania Olive, wraz z jednym z przyjaciół została podwieziona przez dwóch mężczyzn i wysiadła samotnie na Boothtown Road, niedaleko domu. W tym samym czasie Sutcliffe i Birdsall również opuścili pub i - jadąc przez miasto - napotkali samotnie wędrującą Smelt, rozpoznaną przez Sutcliffe’a jako widziana w pubie prostytutka. Sutcliffe zatrzymał samochód i pozostawiwszy w jego wnętrzu Birdsalla, ruszył alejką równoległą do tej w którą skręciła Smelt. Po dogonieniu kobiety, uderzył ją dwa razy młotkiem w głowę, po czym pociął jej nożem pośladki. Nadjeżdżający samochód spłoszył jednak Sutcliffe'a, który uciekł do swojego auta.
27 sierpnia 1975 roku ofiarą Sutcliffe’a padła czternastoletnia Tracy Browne. Miało to miejsce na odludnej wiejskiej drodze w okolicach Silsden. Morderca zadał Browne pięć ciosów młotkiem w głowę, gdy po raz kolejny spłoszył go nadjeżdżający samochód. Przestraszony Sutcliffe przerzucił okrwawioną Browne przez płot. Mimo ran, dziewczyna zdołała przejść jeszcze czterysta metrów. Tracy Browne przeżyła, choć musiała przejść skomplikowaną operację głowy.
Następny atak miał miejsce 30 października 1975 roku w Leeds. Ofiarą była dwudziestoośmioletnia Wilma McCann. Około pierwszej w nocy McCann, będąc pod wpływem alkoholu, wyszła z klubu nocnego niosąc pod pachą pojemnik z curry i frytkami. Mimo iż do domu miała stosunkowo niedaleko, postanowiła pojechać autostopem, machała więc na przejeżdżające samochody. Kierowcą, który się zatrzymał, był Peter Sutcliffe. Ciało McCann, leżące na trawiastym wzgórku, z opuszczonymi spodniami i podniesionym stanikiem, znaleźli następnego dnia mleczarz, Alan Routledge, i jego młodszy brat. Wilma McCann została uderzona dwukrotnie młotkiem w głowę i wielokrotnie pchnięta nożem w brzuch, szyję i klatkę piersiową. Była pierwszą śmiertelną ofiarą mordercy znanego jako „Rozpruwacz z Yorkshire”.

### Kolejne morderstwa i śledztwo
Nadzór nad śledztwem w sprawie zabójstwa Wilmy McCann objął superintendent Dennis Hoban. 150 policjantów przeprowadziło przesłuchania każdego, kto miał powiązania z McCann. Przepytano sześć tysięcy kierowców ciężarówek. Przesłuchania nie doprowadziły jednak do schwytania mordercy.
Tymczasem 20 listopada 1975 r. w garażu w Preston, Lancashire, znaleziono zwłoki dwudziestosześcioletniej Joan Harrison. Została uderzona obcasem buta w tył głowy, po czym skopana na śmierć. Początkowo policja nie łączyła tego morderstwa ze sprawą Wilmy McCann, jednak później, gdy korespondujący z policjantami mężczyzna, utrzymujący że jest Rozpruwaczem z Yorkshire, wspomniał w liście o Preston, zaczęto błędnie mniemać, iż Joan Harrison jest jedną z ofiar Rozpruwacza. Sutcliffe zaatakował jednak po raz kolejny dopiero 20 stycznia 1976 r. Zabił czterdziestodwuletnią Emily Jackson, która w pubach Leeds dorabiała jako prostytutka. Jej okaleczone ciało znaleziono 800 metrów od pubu Gaiety. Morderca ogłuszył ją za pomocą młotka i zadał 51 ciosów śrubokrętem, zostawił także na jej ciele odcisk ciężkiego gumiaka.
W marcu 1976 r. George Oldfield z West Yorkshire Police Headquarters odebrał pierwszy z serii listów wysłanych przez osobę utrzymującą, iż jest poszukiwanym seryjnym mordercą, odpowiedzialnym za śmierć Joan Harrison. List ten został uznany przez Oldfielda za fałszywy, napisanyprzez kogoś o niestabilnym umyśle. 9 maja 1976, po raz kolejny w Leeds, Sutcliffe zaatakował Marcellę Claxton, dwudziestoletnią prostytutkę. Claxton, dwukrotnie uderzona w głowę młotkiem, przeżyła, jednak przypłaciła spotkanie z Rozpruwaczem lękiem przed mężczyznami, zawrotami głowy i głęboką depresją. Kolejne morderstwo miało miejsce po kilkumiesięcznej przerwie, 5 lutego 1977 roku, a jego ofiarą padła dwudziestoośmioletnia Irene Richardson. Tym razem morderca, oprócz zadania ran kłutych, rozciął kobiecie także brzuch.
Kolejne ofiary to Patricia Atkinson, zamordowana 23 kwietnia 1977 r. i Jayne MacDonald, która zginęła 25 czerwca 1977 r. Po morderstwie tej ostatniej nadzór nad śledztwem przejął George Oldfield. Policja zacieśniła współpracę z mediami, przepytywała kolejnych świadków, tymczasem Peter Sutcliffe wciąż pozostawał na wolności. Było to częściowo spowodowane przez rozmiar śledztwa oraz mnogość przewijających się zeznań, wątków i tropów do sprawdzenia. Za przykład mogą posłużyć odciski opon zostawione przez mordercę przy ciele Irene Richardson - na ich podstawie ustalono, że Rozpruwacz posiada średnich rozmiarów sedana lub vana, a z pomocą producentów opon udało się sporządzić listę dwudziestu sześciu możliwych marek. Policji udało się zawęzić pole poszukiwań do stu tysięcy samochodów.
10 lipca 1977 roku w Bradford napadł na czterdziestodwuletnią Maureen Long, która przeżyła, mimo wielu ran zadanych w klatkę piersiową i brzuch. Ponieważ stróż nocny opisał samochód, którym odjechała Long wraz z nieznanym mężczyzną jako białego Forda Cortinę, podejrzenia policji skierowały się na taksówkarzy. Jeden z nich, Terry Hawkshaw, nie dysponujący przekonującym alibi, a odpowiadający swym wyglądem opisom świadków, został umieszczony pod stałą obserwacją. Policja przeszukała bez rezultatu również jego dom. Pobrano próbki jego krwi i włosów, zabrano do badania odzież i dywaniki z samochodu.
1 października 1977 r. Rozpruwacz zabił po raz kolejny, tym razem w Manchesterze. Dwudziestoletnia prostytutka, Jean Jordan, wsiadła do samochodu Sutcliffe’a, który zawiózł ją w odludne miejsce niedaleko Cmentarza Południowego. Tam zmiażdżył jej czaszkę trzynastoma ciosami młotka, a ciało ukrył pod płotem cmentarza. Sutcliffe powrócił tam parę dni później, by pastwić się nad rozkładającym się ciałem swej ofiary. Zwłoki Jordan odnaleziono 10 października. 14 grudnia 1977 r. w Leeds, morderca zaatakował dwudziestopięcioletnią Marylin Moore, która zdołała przeżyć. 21 stycznia 1978 r. zginęła Yvonne Pearson, której okaleczone ciało odnaleziono dopiero w marcu. Podobnie, jak w wypadku Jean Jordan, Sutcliffe również znęcał się nad martwym ciałem ofiary. Dziesięć dni później Rozpruwacz zamordował Helen Rytka. 10 marca 1978 roku George Oldfield otrzymał kolejny list od rzekomego mordercy, ponownie wysłany z Sunderland. Autor po raz kolejny wspominał morderstwo Joan Harrison i zapowiadał, że jego kolejna ofiara będzie stara. Niedowierzanie policji co do tożsamości autora listów z Rozpruwaczem z Yorkshire wzrosło po odnalezieniu zwłok Yvonne Pearson, o której w ostatnim liście nie było wzmianki.
Vera Millward, czterdziestojednoletnia mieszkanka Manchesteru została zabita przez Rozpruwacza 16 maja 1978 roku. Jej krzyki o pomoc zostały zignorowane przez świadków, jako że okolica w której miało to miejsce znana była z różnych hałasów. Po tym zabójstwie nastała jedenastomiesięczna przerwa w działalności Petera Sutcliffe.

### Ślepa uliczka
Autor anonimowych listów nadesłał kolejne listy do George’a Oldfielda 23 marca 1979 roku. Badania śliny pozostawionej na kopertach wykazały, że jej właściciel posiadał rzadką odmianę grupy krwi B, podobnie jak morderca Joan Harrison. To, oraz pewien medyczny szczegół tyczący zabójstwa Very Millward, a poruszony w najnowszym z listów, zachwiały przekonaniem detektywów, iż jest to oszustwo. Autor listu zaś zapowiadał, że następną ofiarą będzie „stara dziwka” w Bradford albo Liverpoolu.
Treść listu okazała się błędna, gdyż 4 kwietnia, gdy Sutcliffe zamordował dziewiętnastoletnią Josephine Whittaker, urzędniczkę w firmie budowlanej. Whittaker, w przeciwieństwie do wielu poprzednich ofiar Rozpruwacza, cieszyła się dobrą reputacją i nie była prostytutką. W ranach Josephine odkryto olej mineralny, podobny do tego, jaki znaleziono na anonimach z Sunderland. To sprawiło, że listy zaczęto postrzegać jako istotny trop, prowadzący do mordercy z Yorkshire.
16 kwietnia George Oldfield zwołał konferencję prasową, na której ogłosił przełom w sprawie Rozpruwacza z Yorkshire. Do Sunderland wysłano ekipę złożoną z czterech detektywów, która miała sprawdzić którzy mieszkańcy tego regionu przebywali w Leeds i okolicach w czasie popełnienia morderstw. Ponadto Oldfield poprosił firmy z zachodniego Yorkshire, aby sprawdziły czy nie wysyłały swoich pracowników do Sunderland między marcem 1978 a marcem 1979.
Dwa miesiące później Oldfield otrzymał przesyłkę zawierającą kasetę magnetofonową, pochodzącą od autora anonimowych listów. Zawartości kaset przeciekła do prasy. Zwołano konferencję prasową, podczas której odtworzono taśmę, zawierającą nagranie męskiego głosu mówiącego z akcentem z Sunderland. Ekipa policjantów w Sunderland została zwiększona do stu osób. Po dwóch dniach liczba odebranych telefonów wzrosła do tysiąca, tak, że ekipa pracowała nad sprawą jeszcze w sierpniu, kiedy to Stanley Ellis, ekspert z uniwersytetu w Leeds, zawyrokował, że akcent głosu na taśmie Oldfielda pochodzi z okolic Castletown. Ekipa policyjna z Sunderland została przesunięta do Castletown. Tymczasem George Oldfield na skutek śledztwa dostał trzech ataków serca i musiał odejść na urlop zdrowotny, wracając do pracy dopiero w 1980 r.
Z końcem sierpnia 1979 roku, kiedy śledztwo nie przyniosło skutku, ponownie zaczęto kwestionować autentyczność taśm i listów.

### „Niewinne ofiary”
2 września 1979 Rozpruwacz w Yorkshire zamordował Barbarę Leach, dwudziestoletnią studentkę Bradford University. Zabójstwo kolejnej ofiary niebędącej prostytutką wzburzyło opinię publiczną, ponieważ rozszerzało grono potencjalnych ofiar. Tymczasem wysiłki policji wciąż koncentrowały się na człowieku z akcentem „Geordie”, co zmieniło się dopiero 13 września, kiedy ukazał się raport policyjny będący podsumowaniem wiedzy o Rozpruwaczu, a w którym zrezygnowano z tej koncepcji.
W tym czasie Sutcliffe wciąż nie był postrzegany jako „mocny” kandydat na Rozpruwacza, mimo iż jego samochód widywano w rejonach okupowanych przez prostytutki, jego powierzchowność zgadzała się z rysopisami podawanymi przez świadków, miał grupę krwi B i właściwy rozmiar obuwia, a jego nazwisko znajdowało się na liście 300 potencjalnych odbiorców banknotu pięciofuntowego znalezionego w torebce Jean Jordan. Mimo iż był wielokrotnie przesłuchiwany, nie pobrano od niego próbki krwi ani nie sprawdzono jego butów. Peter Sutcliffe unikał zbytniej podejrzliwości organów ścigania dzięki temu, że żona dostarczała mu mocnego alibi, oraz nie mówił z akcentem z Sunderland.
20 sierpnia 1980 Rozpruwacz uderzył kolejny raz w jednej dzielnicy Leeds, Farsley. Ofiarą była Marguerite Walls, czterdziestosiedmioletnia pracownica Wydziału Edukacji i Nauki. Uderzona młotkiem w głowę zaczęła krzyczeć, a gdy drugi cios jej nie uciszył przerażony morderca udusił ją rękami, co spowodowało, że początkowo wykluczono ją z grona ofiar Rozpruwacza z Yorkshire. Okaleczone ciało Walls odnaleziono następnego dnia rano, sto metrów od jej domu.
Następną ofiarą była Upadhya Bandara, naukowiec z Singapuru. Morderca ogłuszył ją ciosem młotka w głowę, nie zdążył jednak jej zabić, spłoszony przez przechodnia. Po raz kolejny zaatakował 5 listopada, uderzając młotkiem w głowę szesnastoletniej Theresy Sykes, pod jej domem w Huddersfield. Rozpaczliwe krzyki dziewczyny zaalarmowały sąsiadów i jej chłopaka, który wybiegł pospiesznie z domu, zmuszając Sutcliffe’a do odwrotu.
Po raz ostatni Sutcliffe zabił 17 listopada 1980 roku, atakując dwudziestoletnią Jacqueline Hill, na terenie Leeds. Ogłuszył ją ciosem młotka w tył głowy, a konającą zaciągnął na opuszczoną parcelę. Tam, pod osłoną gęstych krzaków, zadał jej wiele ciosów nożem, między innymi wykłuwając oko. W zamieszaniu morderca zapomniał o torebce i okularach Hill, które pozostały na chodniku, tam gdzie upadły.
Policja i media w odniesieniu do sześciu ostatnich ofiar Sutcliffe’a, które nie miały nic wspólnego z prostytucją, używały określenia „niewinne”, co wywołało oburzenie rodzin pozostałych ofiar oraz feministek, bowiem sugerowało winę ofiar.

### Aresztowanie i proces
2 stycznia 1981 roku Peter Sutcliffe zaczepił dwudziestoczteroletnią prostytutkę z Sheffield, Olivię Reivers, oferując 10 funtów za jej usługi. Zaparkowany przy odludnej drodze koło fabryki rover, w którym Sutcliffe z prostytutką uprawiał seks, zwrócił uwagę patrolujących okolicę policjantów, sierżanta Roberta Ringa i konstabla Roberta Hydesa. Policjanci przepytali znajdującą się w pojeździe parę. Sutcliffe przedstawił się jako Peter Williams, zaś Olivia powiedziała, że jest jego dziewczyną. W międzyczasie policjanci sprawdzili numery rovera, które okazały się należeć do skody. Po bliższym zbadaniu okazało się, że tablice rejestracyjne samochodu przymocowane były taśmą izolacyjną. Tymczasem Ring rozpoznał w towarzyszce Sutcliffe’a prostytutkę z wyrokiem w zawieszeniu i zaprosił ją do radiowozu. Peter oświadczył, że musi oddać mocz i oddalił się w ciemność, pod której osłoną ukrył młotek i nóż w szczelinie między ścianą budynku a cysterną paliwową.
Na posterunku Sutcliffe poprosił o pozwolenie skorzystania z łazienki, w której to łazience ukrył drugi nóż. Przyznał się do używania fałszywego nazwiska, jak również do kradzieży tablic rejestracyjnych, to ostatnie uzasadniając faktem, iż skończyło mu się ubezpieczenie, a ponieważ niedługo miał stanąć przed sądem za jazdę po pijanemu, był przekonany, że straci prawo jazdy, nie widział więc sensu w odnawianiu ubezpieczenia. W innych warunkach wyszedłby z aresztu za kaucją, jednakże akurat wydano wtedy rozporządzenie, w myśl którego każdy mężczyzna zatrzymany z prostytutką miał być zbadany przez ekipę prowadzącą śledztwo w sprawie Rozpruwacza z Yorkshire.
Peterowi pobrano próbkę krwi, która okazała się być rzadkiej grupy B. Następnego dnia po zatrzymaniu Sutcliffe’a sierżant Ring, odnalazł młotek i nóż schowany przez Petera, co sprawiło, że Sutcliffe, stał się głównym podejrzanym. Przesłuchano Sonię Sutcliffe, której zeznania tym razem nie potwierdziły słów męża, nie dając mu alibi. Przesłuchany ponownie Sutcliffe spokojnie przyznał się, iż jest Rozpruwaczem z Yorkshire.
Proces rozpoczął się 5 maja 1981 roku. Oskarżał prokurator generalny Michael Havers. Obrona wniosła o uznanie Sutcliffe’a za niewinnego z powodu niepoczytalności, wyjaśniając iż oskarżony cierpi na schizofrenię paranoidalną. Sutcliffe oświadczył, że gdy pracował na cmentarzu w Bingley w 1967 roku, usłyszał przemawiający do niego głos, a napis w języku polskim na pobliskim nagrobku upewnił go, że przemawia do niego Jezus. To właśnie głos miał mu nakazać zabijanie prostytutek.
22 maja 1981 roku Peter William Sutcliffe został uznany za winnego wszystkich zarzucanych mu czynów i skazany na dożywotnie więzienie, z możliwością ubiegania się o zwolnienie warunkowe najwcześniej po trzydziestu latach.

### Więzienie
Osadzono go w więzieniu Parkhurst. Jednak doktor David Cooper i profesor John Gunn uznali, iż, jako chory psychicznie, powinien zostać przeniesiony do szpitala psychiatrycznego Broadmoor, przeznaczonego dla wyjątkowo niebezpiecznych przestępców. 10 stycznia 1983 roku jeden z więźniów, James Costello, zaatakował Rozpruwacza, tnąc mu twarz kawałkiem stłuczonego kubka. Mimo to Home Office odrzucało prośby o przeniesienie Sutcliffe’a do Broadmoor. Ostatecznie Rozpruwacz stał się pacjentem tego szpitala 27 marca 1984 r.
Podczas pobytu w Broadmoor został zaatakowany dwukrotnie. Raz więzień przyznający się do nienawiści do przestępców seksualnych próbował Sutcliffe’a udusić, za drugim razem napastnik próbował wykłuć mu oczy flamastrem.
Sutcliffe odbierał 30 listów od wielbicielek tygodniowo.
Od sierpnia 2016 r. przebywał w HMP Frankland w Durham.

### Śmierć
13 listopada 2020 roku BBC podało do informacji publicznej, iż Sutcliffe trafił do University Hospital of North Durham z powodu zakażenia koronawirusem (SARS-CoV-2), gdzie odmawiał leczenia. Wiadomo też, że od dawna borykał się różnymi problemami zdrowotnymi, które zwiększyły podatność na zachorowanie, a w efekcie śmierć na COVID-19. W chwili śmierci cierpiał z powodu otyłości, cukrzycy czy choroby serca. W chwili śmierci miał 74 lata.

## Ofiary
| L.p. | Nazwisko           | Wiek | Data morderstwa      | Miejsce morderstwa |
| ---- | ------------------ | ---- | -------------------- | ------------------ |
| 1.   | Wilma McCann       | 28   | 30 października 1975 | Leeds              |
| 2.   | Emily Jackson      | 42   | 20 stycznia 1976     | Leeds              |
| 3.   | Irene Richardson   | 28   | 5 lutego 1977        | Leeds              |
| 4.   | Patricia Atkinson  | 32   | 23 kwietnia 1977     | Bradford           |
| 5.   | Jayne MacDonald    | 16   | 26 czerwca 1977      | Leeds              |
| 6.   | Jean Jordan        | 20   | 1 października 1977  | Manchester         |
| 7.   | Yvonne Pearson     | 21   | 21 stycznia 1978     | Bradford           |
| 8.   | Helen Rytka        | 18   | 31 stycznia 1978     | Huddersfield       |
| 9.   | Vera Millward      | 40   | 16 maja 1978         | Manchester         |
| 10.  | Josephine Whitaker | 19   | 4 kwietnia 1979      | Halifax            |
| 11.  | Barbara Leach      | 20   | 2 września 1979      | Bradford           |
| 12.  | Marguerite Walls   | 47   | 20 sierpnia 1980     | Leeds              |
| 13.  | Jacqueline Hill    | 19   | 17 listopada 1980    | Leeds              |